# エディー・ハーメル
エディー・ハーメル（Eddy Hamel、1902年10月21日 - 1943年4月30日）は、アメリカ合衆国・ニューヨーク出身の元サッカー選手。ポジションはFW。1943年、アウシュヴィッツ＝ビルケナウ強制収容所にてナチスによって殺された。

## 背景
ユダヤ人でオランダからの移民である両親の元、ニューヨーク州ニューヨーク市で出生。10代の頃にオランダのアムステルダムに引っ越す。
1928年にヨハンナ・ウィンバーグと結婚し、1938年に双子の男の子ポールとロバートが生まれた。

## サッカー選手としてのキャリア
1922年から1930年までアヤックス・アムステルダムに在籍していた。アヤックスでは主に右WGの位置でレギュラーポジションを獲得し、在籍8年でリーグ戦125試合8得点を記録した。当時、アヤックスサポーターからはヨーデン（オランダ語でユダヤ人という意味）というニックネームで呼ばれていた。また、1920年代には彼専用のファンクラブができるほどサポーター間では人気があった。

## ナチスによる逮捕と殺害
1940年5月にナチス・ドイツがオランダに侵攻すると、地元のファシストグループはユダヤ人を探しだし差し出す活動を始めた。
1942年、ハーメルはナチスによりユダヤ人ということで逮捕され、アウシュヴィッツ＝ビルケナウ強制収容所送りにされた。そして強制収容所で4か月強制労働させられた。
ナチスの検査で口内膿瘍の腫れが発見されたため、1943年4月30日、ガス室に連行され殺害された。享年40歳。
ハーメルはアヤックスでプレーした選手では唯一となる第二次世界大戦の犠牲者である。